# Porcellionides schwencki
Porcellionides schwencki är en kräftdjursart som först beskrevs av Moreira 1932.  Porcellionides schwencki ingår i släktet Porcellionides och familjen Porcellionidae. Inga underarter finns listade i Catalogue of Life.